# Bahnstrecke Mścice–Mielno Koszalińskie
| SA 109 in Mielno |                                   |                                                       |                                                       |
| Lage der Strecke |                                   |                                                       |                                                       |
| Streckennummer: | 427                               |                                                       |                                                       |
| Kursbuchstrecke: | 1914: 2464, 1934: 113 z, PKP: 382 |                                                       |                                                       |
| Streckenlänge: | 5,25 km                           |                                                       |                                                       |
| Spurweite: | 1435 mm (Normalspur)              |                                                       |                                                       |
| Streckengeschwindigkeit: | 60 km/h                           |                                                       |                                                       |
| |                                   |                                                       |                                                       |
| \| \| \| Unieście (deutsch: Nest, Betrieb von 1913 bis 1938) \| \| \| \| \| Prądno (deutsch:Strandhof, Betrieb von 1913 bis 1938) \| \| \| \| 5,025 \| Mielno (deutsch: Groß Möllen, früher Bhf.) \| Mielno (deutsch: Groß Möllen, früher Bhf.) \| \| \| \| Strzeżenice (deutsch: Streitz) \| \| \| \| \| nach Köslin, \| \| \| \| \| Straßenbahnlinie von 1913 bis 1938 \| \| \| \| \| Bahnstrecke Koszalin–Goleniów von Goleniów \| \| \| \| 0,000 \| Mścice (deutsch: Güdenhagen) \| Mścice (deutsch: Güdenhagen) \| \| \| \| Bahnstrecke Koszalin–Goleniów nach Koszalin \| \| \| \| \| \| \| \| Quellen: [3] \| \| \| \| |                                   |                                                       |                                                       |
| U-Bahn-Kopfbahnhof Streckenanfang (Strecke außer Betrieb) |                                   | Unieście (deutsch: Nest, Betrieb von 1913 bis 1938)   | Unieście (deutsch: Nest, Betrieb von 1913 bis 1938)   |
| U-Bahn-Haltepunkt / Haltestelle (Strecke außer Betrieb) |                                   | Prądno (deutsch:Strandhof, Betrieb von 1913 bis 1938) | Prądno (deutsch:Strandhof, Betrieb von 1913 bis 1938) |
| Haltepunkt / Haltestelle Strecke bis hier außer Betrieb | 5,025                             | Mielno (deutsch: Groß Möllen, früher Bhf.)            | Mielno (deutsch: Groß Möllen, früher Bhf.)            |
| ehemaliger Haltepunkt / Haltestelle |                                   | Strzeżenice (deutsch: Streitz)                        | Strzeżenice (deutsch: Streitz)                        |
| Abzweig geradeaus und ehemals nach links · U-Bahn-Strecke von rechts (außer Betrieb) |                                   | nach Köslin,                                          | nach Köslin,                                          |
| Strecke · U-Bahn-Strecke (außer Betrieb) |                                   | Straßenbahnlinie von 1913 bis 1938                    | Straßenbahnlinie von 1913 bis 1938                    |
| Abzweig geradeaus und von rechts |                                   | Bahnstrecke Koszalin–Goleniów von Goleniów            | Bahnstrecke Koszalin–Goleniów von Goleniów            |
| Bahnhof | 0,000                             | Mścice (deutsch: Güdenhagen)                          | Mścice (deutsch: Güdenhagen)                          |
| Strecke |                                   | Bahnstrecke Koszalin–Goleniów nach Koszalin           | Bahnstrecke Koszalin–Goleniów nach Koszalin           |
| |                                   |                                                       |                                                       |
| Quellen: |                                   |                                                       |                                                       |

Die Bahnstrecke Mścice–Mielno Koszalińskie ist eine polnische Eisenbahnstrecke zwischen Mścice und Mielno in der Woiwodschaft Westpommern. Sie hat eine Länge von 5,25 Kilometern und ist eingleisig.

## Geschichte
Aufgrund der wachsenden Popularität von Groß Möllen (polnisch Mielno) als Urlaubsort wurde 1904 von dort eine Nebenbahn zur Bahnstrecke Koszalin–Goleniów gebaut, die in Güdenhagen (polnisch Mścice) von der Hauptstrecke abzweigte. Der Streckenbau erfolgte durch die Kleinbahngesellschaft Güdenhagen–Groß Möllen GmbH.
Der erste Zug auf der Strecke fuhr am 15. August 1905. Nach mehreren Jahren war die Gesellschaft aus wirtschaftlichen Gründen nicht mehr in der Lage, die Bahnverbindung aufrechtzuerhalten. 
Die Städtische elektrische Straßenbahn zu Köslin hatte am 15. Dezember 1911 eine Straßenbahnlinie vom Bahnhof durch die Innenstadt nach Gollenwald eröffnet. Die Gesellschaft wurde von der Stadtverwaltung beauftragt, einen Anschluss zum Seebad Nest (polnisch Unieście) unter Einbeziehung der Kleinbahnstrecke zu planen und zu bauen. Am 1. Juli 1913 wurde die Straßenbahnverbindung von Köslin eröffnet. 
Auf der Strecke zwischen Groß Möllen und Streitz fuhren ab diesem Zeitpunkt die von Köslin kommenden Straßenbahnen und die von Güdenhagen kommenden Güterzüge auf dem gleichen Gleisabschnitt, der bis zur Einstellung der Straßenbahn am 30. September 1938 elektrifiziert war. Ab diesem Zeitpunkt verkehrten wie vor der Zeit der Straßenbahn die Züge von Güdenhagen aus. 
1989 wurde die Strecke erneut elektrifiziert, am 1. Oktober 1994 jedoch der Personenverkehr eingestellt. Am 1. Januar 2001 endete der Güterverkehr. Die Oberleitung wurde 2002 gestohlen.
14 Jahre nach der Einstellung des Gesamtverkehrs wurde von der Stadt Koszalin die Wiederherstellung der Strecke und die Aufnahme des Personenverkehrs betrieben. Nach vielen Schwierigkeiten mit den Genehmigungsbehörden und bei der Finanzierung fuhr am 19. Juli 2008 um 5:52 Uhr der erste reguläre Personenzug von Koszalin nach Mielno Koszalińskie. Im Jahresfahrplan vom 15. Dezember 2013 bis 13. Dezember 2014 fahren sechs Zugpaare, die in der polnischen Feriensaison vom 15. Juni bis zum 31. August 2014 um weitere Fahrten verstärkt wurden. Die Fahrzeit der Schienenbusse beträgt sieben Minuten.